# When London Sleeps
When London Sleeps é um filme policial produzido no Reino Unido e lançado em 1932.